# Le Châtelier
Le Châtelier település Franciaországban, Marne megyében. Lakosainak száma 63 fő (2022. január 1.). Le Châtelier Givry-en-Argonne, Belval-en-Argonne, Les Charmontois, La Neuville-aux-Bois, Possesse, Saint-Mard-sur-le-Mont és Sommeilles községekkel határos.

## Népesség
A település népességének változása:
| Lakosok száma | 110  | 87   | 79   | 63   | 51   | 54   | 60   | 63   | 63   | 63   |
|               | 1968 | 1982 | 1990 | 2006 | 2013 | 2015 | 2017 | 2019 | 2020 | 2022 |